# Sân bay Tenkodogo
Sân bay Tenkodogo (IATA: TEG, ICAO: DFET) là một sân bay ở Tenkodogo, Burkina Faso.